# Ветлова, Евгения Александровна
Евге́ния Алекса́ндровна Ветло́ва (род. 12 ноября 1948, Ленинград, СССР) — советская и немецкая актриса театра и кино, певица, режиссёр, театральный педагог.

## Биография

### Детство
Евгения Ветлова родилась 12 ноября 1948 года в Ленинграде. Росла и воспитывалась в семье бабушки и дедушки — Ефросиньи Алексеевны и Родиона Игнатьевича Ветловых.
С раннего детства занималась в Ленинградском Дворце пионеров в многочисленных кружках: пения, танца, фотографии и естествознания, — а также в спортивной школе. Имеет звание мастера спорта по спортивной гимнастике. В годы учёбы принимала участие в спектаклях драматической студии и пела со школьным ансамблем, часть музыкантов которого позже вошла в группу «Белые стрелы». С детских лет была зарегистрирована в актёрском отделе киностудии «Ленфильм».
В 1966 году Евгения Ветлова дебютировала в фильме Геннадия Полоки «Республика ШКИД» в роли Сеньориты Маргариты, подружки Дзе. В том же году окончила школу и подала документы в Ленинградский государственный институт театра, музыки и кинематографии (ЛГИТМиК). На выбор будущей профессии повлиял в том числе и совет режиссёра Г. Полоки поступать в театральный институт. После успешной сдачи экзаменов была зачислена на курс Р. С. Агамирзяна.
Во время вступительных экзаменов получила приглашение на кинопробы к фильму «Попутного ветра, „Синяя птица“» («Ленфильм» / «Авала-фильм») и была утверждена на роль Тани Ивлевой. В ходе съёмок в Югославии пришлось пережить землетрясение, шторм в открытом море, а также самостоятельно выполнить трюк — прыжок с мачты шхуны (учебный корабль «Ядран») на натянутый тент.

### Учёба
В октябре 1966 года Евгения Ветлова вернулась из Югославии и приступила к занятиям в институте, а 30 декабря состоялась премьера фильма «Попутного ветра, „Синяя птица“», принёсшего ей всесоюзную известность. После выхода фильма от киностудий стали поступать многочисленные предложения, однако почти от всех приходилось отказываться, так как участие студентов в съёмках руководством театрального института не одобрялось. Исключением стали несколько работ на киностудии «Ленфильм»: «Белая ночь», «Происшествие, которого никто не заметил», «В день свадьбы», «Пятеро с неба», «Мама вышла замуж» и др. Также она была занята в спектаклях театра им. В. Ф. Комиссаржевской и театра им. А. С. Пушкина. Одной из её ролей в Пушкинском театре была роль Артёма в детстве в одноимённом спектакле, где роль взрослого Артёма исполнял актёр Игорь Горбачёв.

### Ленфильм
За время учёбы в институте, попробовав себя как на съёмочной площадке, так и на сцене, Евгения решает посвятить себя кино. В 1971 году её зачисляют в штат студии киноактёра при «Ленфильме» и в том же году утверждают на главную женскую роль в кинокартине «Инспектор уголовного розыска», где её партнёрами по фильму были Юрий Соломин, Александр Голобородько, Станислав Бородокин, Владимир Заманский и др.
В 1972 году Евгению утверждают на главную роль в многосерийном фильме «Мы говорим по-русски» (киностудия ДЕФА — ГДР, режиссёр Р. Хойке-Лангеншайт), за которую она была удостоена правительственной награды ГДР в области образования и культуры — золотой медали «Д-р Теодор-Нойбауэр», а также премии телевидения ГДР «Золотая лавровая ветвь».
В 1973 году Евгению утверждают на роль Веры в фильме «Завтра будет поздно…» (совместное производство СССР — Чехословакия. В ролях: Милан Княжко, Нонна Мордюкова, М. Булгакова и др.) и на роль Нади в фильме «Тихоня», где роль Тихони сыграл актёр Альберт Филозов.
В 1974 году Евгения Ветлова снялась в фильме Л. Квинихидзе «Соломенная шляпка» в роли менестреля, продемонстрировав свои вокальные данные в паре с Александром Колпашниковым.
С середины 1970-х годов она не только много снимается, но и занимается работой по дубляжу.
В 1979 году режиссёр Владимир Меньшов приглашает Евгению Ветлову на пробы для главной роли в фильме «Москва слезам не верит», но руководство киностудии, отметив красивую внешность актрисы, решило, что она «смотрится как иностранка, а не как советская женщина».

### Женя и Матиас
В 1975 году в Ленинграде Евгения Ветлова знакомится с Матиасом Яном — студентом из ГДР. В разговоре выясняется, что оба поют и играют на гитаре. К тому времени Матиас уже получил музыкальное образование по классам пения, гитары, теории музыки и композиции. Их вторая встреча становится первой репетицией вокального дуэта «Женя и Матиас». А вскоре ленинградские композиторы предлагают дуэту свои композиции — А. Морозов цикл песен на слова Н. Рубцова (В горнице моей, Деревенские ночи, Гагара и др.), Д. Запольский (Вспоминай обо мне, Бабушка и кот и др.). Дуэт «Женя и Матиас» начинает выступать на концертах, организованных студией киноактёра при «Ленфильме», студенческих слётах и молодёжных фестивалях.
В 1978 году дуэт занимает второе место на ленинградском вокальном конкурсе «Весенний ключ» с песней А. Морозова «Лей, лей дождик веселей» в сопровождении оркестра Анатолия Бадхена, а на Всесоюзной творческой эстафете, посвящённой XI Всемирному фестивалю молодёжи и студентов на Кубе, дуэт становится победителем (первое место) зонального смотра-конкурса.
В 1978 году Евгения Ветлова выходит замуж за Матиаса Яна.

### Переезд в ГДР
1980 год завершается переездом в Восточный Берлин на постоянное место жительства, где дуэт «Женя и Матиас» сразу же приступает к концертной деятельности. Репертуар составили произведения известных шансонье мира, интернациональный фольклор, а также популярные русские песни на немецком языке, исполнявшиеся сначала под собственный аккомпанемент на двух гитарах с бубном, кастаньетами и различными экзотическими инструментами. Вскоре дуэт выступает в популярных теле- и радиопередачах(Da liegt Musike drin, Zwischen Frühstück und Gänsebraten, Elf 99, AHA, Rund, Lieder Karusel, Dreieck, Schätzen Sie mal и др.) и на гала-концертах — теперь уже в сопровождении симфонического оркестра или собственного биг-бэнда, в состав которого входят выпускники берлинской консерватории.
Комитет по искусству и культуре ГДР оказывает поддержку молодому вокально-инструментальному ансамблю в создании собственных программ, в которые входят написанные для дуэта песни немецких композиторов и поэтов, а также сцены, скетчи и даже танцевальные номера. Следуют турне по ГДР, ЧССР, ФРГ и другим европейским странам с репертуаром от фольклора до рока.
В 1986 году Евгения начинает сотрудничать с киностудией «ДЕФА». Она снимается в сериалах, художественных фильмах и занимается дубляжом на немецком языке (ГДР, ФРГ).

### После объединения Германии — ФРГ
С 1990 года собственная музыкальная студия Евгении и Матиаса, созданная ими в 1987 году, начинает сотрудничество с телевидением и радио объединённой Германии. За время почти двадцатилетнего существования студии наряду с записью известных немецких и зарубежных певцов и актёров (Франк Шёбель, Стефани Анке Хертель, Харальд Юнке, Вольфганг Штумф, Дитер Кребс, Wildecker Herzbuben, Гюнтер Эммерлих и др.), Женя и Матиас сочиняют музыку для фильмов, балетного ансамбля телевидения, а также для музыкальных заставок к многочисленным телевизионным передачам.
В 1992 году Евгению Ветлову приглашают на преподавательскую работу в Школу искусств в Берлине, где она работает до 2002 года.
С 1997 года она режиссёр и художественный руководитель театральной группы «Белькампо».
2000—2005 гг. — театральный педагог в Европейском театральном институте.
2004—2009 гг. — художественный руководитель и режиссёр постановок проекта «День открытых памятников» в Берлине.
С 2005 года Евгения Ветлова сотрудничает в качестве диктора, режиссёра, редактора и переводчика с компаниями по производству аудио и мультимедийных экскурсий по музеям мира (NOUSdigital, Alto-onsite, tonstudio schieffer, Antena International,  Orpheo Deutschland GmbH , Linon, ALEXA-Audioproduktion, The Audiotainment Company, и др.).
С 2006 года выступает с созданным ею трио «Культивир» со сценическими читками (оба актёра этого трио — её бывшие студенты), а также даёт частные уроки актёрского мастерства и речи.
С 2008 года Евгения сотрудничает с Обществом МИР — Центром русской культуры в Мюнхене.
С 2009 года Евгения Ветлова — ведущая нескольких семинаров «Театр» в Потсдамском университете, также ведёт занятия в театральной студии для подростков с социальными и семейными проблемами, а также переживших насилие.
С 2013 года Евгения принимает участие в проектах Немецкого пушкинского общества. С 2014 года — режиссёр детско-юношеской театральной группы в Потсдаме (проект «Немецкая молодёжь в Европе» организации «Regenbogen»).
С 2016 года Евгения Ветлова преподаёт актёрское мастерство в школе театра и кино Akademie für Schauspiel — Reduta Berlin.
В течение многих лет Евгения принимает участие в благотворительных проектах и поддерживает приюты для бездомных животных.

## Фильмография

### СССР
- 1966 — Республика ШКИД — Сеньорита Маргарита, подружка Дзе
- 1967 — Попутного ветра, «Синяя птица» (СССР/СФРЮ) — Таня Ивлева из СССР
- 1968 — В день свадьбы — невеста
- 1969 — Мама вышла замуж — знакомая девушка Леонарда в кафе, продавщица в галантерее
- 1969 — Пятеро с неба — Люся, невеста Тарича
- 1971 — Инспектор уголовного розыска — манекенщица Зоя Ткачук
- 1971 — Месяц август — работница сельсовета
- 1971 — Найди меня, Лёня! — Катя, старшая сестра
- 1972 — Разрешите взлёт! — девушка, которую подвозил Соломенцев
- 1972 — Мы говорим по-русски — Татьяна, (киностудия ДЕФА, ГДР), 18 серий, реж. Р. Хойке-Лангеншайт
- 1972 — Завтра будет поздно… (СССР/ЧССР) — Вера
- 1973 — Опознание — Эльза, секретарь суда
- 1973 — Родной дом — Анка
- 1973 — Тихоня (ТВ) — Надя Крылова, мать Василька
- 1974 — Свет в конце тоннеля — Аусма[43]
- 1974 — Соломенная шляпка (ТВ) — певица-менестрель
- 1974 — Я+Я (фильм-спектакль, Ленинградское телевидение)
- 1974 — Юноша с перчаткой — Нина (фильм-спектакль, Ленинградское телевидение)
- 1975 — Столик на четверых — Наташа (фильм-спектакль, Ленинградское телевидение)
- 1975 — Двое (фильм-спектакль, Ленинградское телевидение)
- 1975 — Александр Демьяненко. Страницы несыгранного… — Мисс Грин (фильм-спектакль, Ленинградское телевидение)
- 1975 — Доверие — секретарь Ленина
- 1975 — Призвание — Наташа
- 1975 — Рождённая революцией. Четвёртая серия. Мы поможем тебе (ТВ) — Таня-комсомолка
- 1976 — Весёлое сновидение, или Смех и слёзы (ТВ) — пионервожатая Евгения Александровна
- 1977 — Научный консультант (Фитиль, выпуск № 176)

#### Озвучивание
- 1970 — Лето в Бережках («Ленфильм») (ТВ) (озвучивает Марину Неёлову)
- 1971 — Когда умирают легенды США — эпизод
- 1971 — Чёрный город (Венгрия, ТВ) — эпизод
- 1973 — Девочка Тати (Бразилия) — гл. роль (дублирует Марсело Карвальо)
- 1973 — Дмитрий Кантемир («Молдова-фильм») — Родика, дочь Маврокордата (озвучивает Наталью Варлей)
- 1973 — Парни нашей улицы (Азербайджанфильм)
- 1973 — Ты и Я, и маленький Париж[нем.] (ГДР) — Ангелика (гл. роль, дублирует — Эвелин Опочински)
- 1974 — Мужчины седеют рано («Молдова-фильм») — Вера Мынзу (дублирует Асю Андрух)
- 1974 — Моё поколение (Главная редакция литературно-драматических программ ЦТ) — Медсестра
- 1974 — Эй вы, ковбои! («Казахфильм») — Гуля (гл. роль, дублирует — Чинару Берсугурову)
- 1974 — Парад (Франция, Швеция ТВ) — Мать
- 1974 — Главный день (Узбекфильм, Ленфильм) — Саида (дублирует Ларису Зубкович)
- 1974 — Требуется тигр (Таджикфильм) — Мальчик (гл. роль, дублирует Рустама Салиева)
- 1974 — Последний день весны (Арменфильм) — гл. роль
- 1974 — Не болит голова у дятла (Ленфильм) — экскурсовод
- 1974 — Сказка о Человеке, Колесе и Чинаре (Киргизфильм) (гл. роль, дублирует О. Байрамдурдыеву)
- 1974 — Джайхун (Узбекфильм) — Гульчайар
- 1975 — Домашнее такси (Ленфильм, ТВ), короткометражный фильм — Жена
- 1975 — Моё пристанище (ТВ) — Зина (гл. роль)
- 1975 — Тревоги осеннего дня (Литовская киностудия) — Зита (гл. роль, дублирует Регину Арбачяускайте)
- 1975 — Умные вещи (ГДР) — Зеркало
- 1975 — Долгое путешествие к морю (Таллинфильм) — Она (дублирует Далю Сторик)
- 1976 — Просчёт лейтенанта Слейда[нем.] (ФРГ), — Джейн (дублирует Christiane Gött)
- 1976 — Дульские (Польша) — Меля (дублирует Анну Собик)
- 1976 — Мулен Руж (Великобритания, 1952) — Денис (дублирует Морин Свенсон)
- 1976 — В пыли звёзд (ГДР, Румыния) — Миу (дублирует Регине Найнце)
- 1976 — Абу-Рабия (Египет, 1973)
- 1976 — Чёрные алмазы, (Венгрия) — певица
- 1977 — Кугитангская трагедия (Туркменфильм) — Янгыл (гл. роль, дублирует Эльвиру Кулиеву)
- 1977 — Мальчуган (Рижская киностудия) — Маре (дублирует Арию Стурниеце)
- 1977 — Первая любовь Насреддина (Таджикфильм) — Сухайль, дочь Талгат-бека (дублирует Нино Долидзе)
- 1977 — Путешествие (Греция, 1962) — гл. роль
- 1977 — Лев ушёл из дома (Азербайджанфильм) — Мальчик (дублирует Ибрагима Ламберанского)
- 1977 — Обмен (Литовская киностудия) — Эугения (дублирует Вайву Майнелите)
- 1977 — Немая папка (Венгрия) — Жужжи (дублирует Агнеш Банфалви)
- 1977 — Дело Горгоновой (Польша)
- 1977 — История любви и чести (Чехословакия) — Немечкова (дублирует — Яну Смрцкову)
- 1978 — Рассчитывайтесь чеком (режиссёр Дугладзе, Ленфильм)
- 1978 — Чужое счастье (Узбекфильм) — Айхон (дублирует Фирузу Арифканову)
- 1978 — Не покидай меня, Амира (Египет)
- 1978 — Экипаж сошёл на берег[нем.] (ГДР)
- 1978 — Необыкновенное лето (Ленфильм) — Анночка Парабукина (дублирует Светлану Орлову)

### Германия
- 1986 — «Weg zur Mutter»
- 1986 — «Liebe anderswo»
- 1987 — «Hauserlesenes»
- 1988 — 1989 — Сериал «Herzschlag des Lebens»
- 1989 — Сериал «Die gläserne Fackel»
- 1989 — «Himmelsrichtungen»
- 1989 — «Immensee[нем.]»
- 1990 — «Daunenträger»
- 1991 — 1994 — Сериал «Die fliegende Ärzte[нем.]»
- 1993 — Сериал «Motzki[нем.]»
- 1993 — 1994 — Сериал «Spurlos»
- 1994 — «Die Bibelschmugglertheorie»
- 1994 —  2006 — Сериал «Wolffs Revier»
- 1994 — «Zwischen uns ist alles vorbei»
- 1995 — «Alex»
- 1995 — 1998 — Сериал «A.S.»
- 1994 — «Das Versprechen»
- 1996 — «Wir spielen Klassik»
- 1996 — 2000 — Сериал «Die Straßen von Berlin»
- 1997 — 2001 — Сериал «Der Fahnder»
- 1998 — «Alice auf der Flucht»
- 1998 — «Haste mal‚ ne Mark?»
- 1999 — «Urwaldspiel»
- 1999 — «Ein Stück für Edgar und Musik»
- 2000 — «Stunde des Wolfs»
- 2000 — «Die kleine Hexe, die nicht böse sein konnte»
- 2001 — 2004 — Сериал «Dr. Sommerfeld»
- 2002 — 2006 — Сериал «Abschnitt 40[нем.]»
- 2003 — «Zuckerbrot»
- 2005 — Сериал «Lass es, Larry!» (Curb Your Enthusiasm)
- 2005 — «Lebenszeichen»
- 2006 — «Schon lange habe ich keinen Champagner mehr getrunken»
- 2007 — «Remisere»
- 2008 — «Verbunden in Liebe, im Leben entzweit»
- 2009 — «Auf der Jagd mit Roald Dahl»
- 2010 — «Sergej in der Urne»
- 2011 — «Wodka? Absolut!»
- 2011 — «Heiratsantrag»
- 2013 — Сериал «Das Haus am Eaton Place»
- 2014 — «Maman und ich»
- 2014 — «Step Up: All In»
- 2014 — «Eine Liebe für den Frieden[нем.]» (Madame Nobel)
- 2015 — «Der Krieg kennt keine Helden»
- 2015 — «Die eisernen Jungfrauen»
- 2015 — «Das Fotoalbum»
- 2017 — «Das Gedächtnis des Wassers»
- 2018 — «Glaubst du, dass Gott uns nach seinem Bilde erschaffen hat?»
- 2019 — «Achtung! Wir kommen. Und wir kriegen Euch alle!» / «Внимание! Мы наступаем. И мы вас поймаем» (Фильм о рок-группе Rammstein)
- 2019 — «Der geheime Roman des Monsieur Pick»
- 2020 — «Die Show Boys»
- 2021 — «Der Heiratsantrag»